# Tanasije Dinić
Tanasije Dinić, cyr. Танасије Динић (ur. 14 kwietnia 1890 w Niszu, zm. 15 lipca 1946 w Belgradzie) – serbski wojskowy, pułkownik armii jugosłowiańskiej, minister spraw wewnętrznych pod okupacją niemiecką (1942–1943).

## Życiorys
Syn Đorđe Dinicia i Paraskewii. W 1912 ukończył szkołę wojskową w Belgradzie. Brał udział w wojnach bałkańskich i w I wojnie światowej. Za odwagę na polu bitwy został odznaczony Orderem Gwiazdy Karadziordzia. Po zakończeniu wojny pracował w wydziale wywiadu sztabu generalnego armii Królestwa SHS. Uczestniczył w działaniach dywersyjnych przeciwko Bułgarii, organizował szkolenie wojskowe bułgarskich emigrantów politycznych, szukających schronienia w Królestwie SHS. W 1923 współpracował z bułgarskimi komunistami w czasie przewrotu wrześniowego skierowanego przeciwko legalnym władzom Bułgarii. Był także oskarżany przez stronę bułgarską o udział w przygotowaniach do zamachu na cara w 1925. W latach 20. pełnił funkcję attache wojskowego w Tiranie. W 1934 przeszedł na emeryturę w randze pułkownika.
W 1935 został wybrany deputowanym do Skupsztiny. W parlamencie reprezentował Jugosłowiańską Partię Narodową. Był oskarżany o udział w przygotowaniach do nieudanego zamachu na premiera Milana Stojadinovicia (6 marca 1936), ale Dinić bronił się skutecznie twierdząc, że w dniu zamachu przebywał w Brnie.  W 1941 zaoferował swoje usługi agentowi Gestapo w Belgradzie Karlowi Krausowi. Należał do grona zwolenników przystąpienia Jugosławii do Paktu trzech. W kwietniu 1941 został przywrócony do służby i objął dowództwo 312 pułku rezerwowego, stacjonującego wzdłuż granicy z Bułgarią. 13 kwietnia 1941 rozwiązał podległą mu jednostkę i poddał się Niemcom. Mając poparcie Niemców udał się do Belgradu, gdzie objął stanowisko sekretarza Milana Aćimovicia. Zajął się organizacją procesu w sprawie zamachu stanu 27 marca 1941 - proces miał wykazać, że zerwanie porozumienia z Niemcami stanowiło wstęp do nawiązania współpracy Jugosławii z ZSRR.
W czerwcu 1941, po agresji Niemiec na ZSRR, Dinić wraz z Aćimoviciem uczestniczyli w spotkaniu z niemieckim komendantem Serbii Ludwigiem von Schroederem, w czasie którego podjęto decyzję o zatrzymaniu wszystkich osób znanych z działalności komunistycznej. 10 lipca 1941 objął stanowisko zastępcy komisarza spraw wewnętrznych. Odpowiadał za zwolnienie z pracy 10 tys. osób, które uznano za niepewne politycznie, a także za zwalczanie ruchu oporu - zarówno komunistycznego jak i czetników Dragoljuba Mihajlovicia. Kiedy Aćimović utracił zaufanie władz niemieckich, w październiku 1942 Dinić objął stanowisko ministra spraw wewnętrznych w kolaboracyjnym rządzie Milana Nedicia. Nominacja ta wywołała oburzenie strony bułgarskiej, a dyplomaci bułgarscy próbowali wpłynąć na zmianę tej decyzji. Dinić szybko zniechęcił do siebie także Nedicia, kontaktując się z Niemcami bez jego wiedzy i oskarżając premiera o sabotowanie niemieckich decyzji, a także Dragomira Jovanovicia, burmistrza Belgradu, na którego Dinić donosił Niemcom. W listopadzie 1943 Dinić został odwołany i objął funkcję ministra odpowiedzialnego za politykę społeczną.
Pod koniec wojny za zgodą Niemców udał się na leczenie do Karlowych Warów. Powrócił do Serbii w lipcu 1944. Dwa miesiące później, w obliczu ofensywy Armii Czerwonej na Bałkany uciekł do Wiednia, a stamtąd do Berlina, gdzie negocjował z Ernstem Kaltenbrunnerem pomysł zjednoczenia wszystkich sił antykomunistycznych w Serbii (w tym także czetników) w walce przeciwko partyzantom. 9 stycznia 1946 został ujęty w Salzburgu przez Amerykanów i przewieziony samolotem do Belgradu. Proces Dinicia, sądzonego wspólnie z Dragoljubem Mihajloviciem rozpoczął się 3 marca 1946. 15 lipca 1946 Dinić został skazany za zdradę stanu i współpracę z Niemcami na karę śmierci. Rozstrzelany 17 lipca 1946.
Był żonaty (w 1942 poślubił Nadę z d. Nikolić).